# 黑狗來了
《黑狗來了》，是一部於2004年上映的黑色喜劇電影。由蔡振南、張嘉年、林美秀、陳慕義、丁寧、李炳輝、柯淑勤、于冠華領銜主演。林美秀因為此片獲得第40屆金馬獎的最佳女配角。

## 劇情簡介
小建築承包商永吉（張嘉年飾），嗜賭如命，因無力償還賭債，偷走欠錢的收據而被黑道老大黑狗（蔡振南飾）追殺。永吉的父親大德（李炳輝飾）在多年前曾為黑狗擋住仇家的攻擊，因而雙眼失明，黑狗和大德從此結為換帖兄弟。永吉為了償還賭債以及避免自己沒命，就說謊騙了黑狗。接下來的連串謊言帶出了荒謬的人生百態。

## 演員陣容

### 主要演員
| 演員姓名              | 角色名稱                                              | 介紹 |
| 蔡振南                | 黑狗                                                  |      |
| 張嘉年                | 王永吉 變身機器人歷險記裡的銳切、美少女戰士裡的月野兔 |      |
| 林美秀                | 永利的太太-劉寶珠                                     |      |
| 陳慕義                | 王永利 永吉的弟弟                                     |      |
| 丁寧                  | 鋼管舞團團長-香香                                     |      |
| 李炳輝                | 永利與永吉的父親-王大德                               |      |
| 柯淑勤                | 永吉的太太-林素絹                                     |      |
| 于冠華                | 素絹的初戀情人-江宏                                   |      |
| 閃亮三姊妹大姊-江佩云 | 命運大姊大節目主持人                                  |      |
| 閃亮三姊妹二姊-江佩珍 | 王永吉兒子的女同學                                    |      |
| 閃亮三姊妹小妹-江珮瑩 | 鋼管舞團團員                                          |      |
| 陳純甄                | 黑狗的撞球女球友                                      |      |

## 工作人員
- 出品人：
- 監製 ：
- 製作人：
- 導演：尹祺
- 編劇：李瑞洵
- 製作公司：中影公司

## 外部連結
- Yahoo奇摩電影上《黑狗來了》的資料（繁體中文）
- 互联网电影数据库（IMDb）上《黑狗來了》的资料（英文）